# Aurélien Quinion
Aurélien Quinion (* 27. Januar 1993 in Paris) ist ein französischer Geher.

## Sportliche Laufbahn
Aurélien Quinion bestritt im Jahr 2010 seine ersten Wettkämpfe im Gehen. Damals wurde er französischer U18-Hallenmeister über 5000 Meter. Im Mai nahm er an einem Qualifikationswettkampf für die ersten Olympischen Jugendspiele in Singapur teil, konnte sich allerdings nicht qualifizieren. 2012 gewann er die Bronzemedaille über 10.000 Meter bei den französischen U20-Meisterschaften. 2013 steigerte er seine 20-km-Bestzeit auf 1:27:28 h. Damit konnte er im Sommer bei den U23-Europameisterschaften in Tampere an den Start gehen. Dort belegte er den neunten Platz. 2014 wurde er über 20 km französischer U23-Meister. 2015 trat er dann im Sommer in Tallinn zum zweiten Mal bei den U23-Europameisterschaften an. Dort benötigte er 1:26:61 h für die 20 km, womit er im Ziel den siebten Platz belegte. Bis 2017 konnte er seine Bestzeit auf 1:22:29 h steigern. Ebenfalls 2017 gewann er über 5000 Meter die Bronzemedaille bei den französischen Meisterschaften. 2018 trat er bei einem offenen Wettkampf in Aschersleben zum ersten Mal über die 50-km-Distanz an. Dort belegte er in 3:57:05 h den zweiten Platz. Über 20 km konnte er in den nächsten Jahren zunächst keine zeitlichen Verbesserungen erreichen. Nachdem er 2020 nur einen Wettkampf bestritten hatte, gewann er im Folgejahr seine ersten nationalen Meistertitel. Fortan trat er vermehrt über die von ihm bevorzugten längeren Distanzen an. 2022 war er bei den Weltmeisterschaften in Eugene für den Wettkampf über die erstmals bei einer WM zu absolvierende 35-km-Distanz qualifiziert. Er benötigte für die Strecke 2:28:46 h, womit er bei seinem WM-Debüt den 14. Platz belegte und damit gleichzeitig den Nationalrekord über diese Distanz aufstellte. Im August trat er dann auch bei den Europameisterschaften in München an, wurde dort allerdings im Laufe des Wettkampfes disqualifiziert. 2023 wurde Quinion im März französischer Meister über 20 km, wobei er dort seine alte Bestzeit um fast vier Minuten auf 1:19:57 h steigerte. Damit erfüllte er die Qualifikationsnorm für die Olympischen Sommerspiele 2024 in seiner Heimatstadt. Im August 2023 will er über 35 km bei den Weltmeisterschaften in Budapest an den Start gehen, bevor er sich für 2024 auf die kürzere 20-km-Distanz vorbereitet, da die 35-km-Distanz für die Spiele 2024 gestrichen wurde. Im Wettkampf bei den Weltmeisterschaften wurde er disqualifiziert.
Aurélien Quinion wurde 2021 französischer Meister über 20 km und 2023 über 35 km. 2021 und 2023 wurde er französischer Hallenmeister über 5000 Meter.

## Wichtige Wettbewerbe
| Jahr                   | Veranstaltung             | Ort                    | Platz                  | Disziplin              | Zeit                   |
| Startet für Frankreich | Startet für Frankreich    | Startet für Frankreich | Startet für Frankreich | Startet für Frankreich | Startet für Frankreich |
| ---------------------- | ------------------------- | ---------------------- | ---------------------- | ---------------------- | ---------------------- |
| 2013                   | U23-Europameisterschaften | Tampere                | 9.                     | 20 km Gehen            | 1:29:39 h              |
| 2015                   | U23-Europameisterschaften | Tallinn                | 7.                     | 20 km Gehen            | 1:26:41 h              |
| 2022                   | Weltmeisterschaften       | Eugene                 | 14.                    | 35 km Gehen            | 2:28:46 h              |
| 2022                   | Europameisterschaften     | München                |                        | 35 km Gehen            | DSQ                    |
| Weltmeisterschaften    | Budapest                  |                        | 35 km Gehen            | DSQ                    |                        |

## Persönliche Bestleistungen
Freiluft
- 5000-m-Bahngehen: 19:06,69 min, 7. Mai 2023, Cergy-Pontoise
- 10.000-m-Bahngehen: 39:28,56 min, 26. Juni 2022, Caen
- 20-km-Gehen: 1:19:57 h, 12. März 2023, Aix-les-Bains
- 35-km-Gehen: 2:25:57 h, 28. Oktober 2023, Zittau (französischer Rekord)
- 50-km-Gehen: 3:57:05 h, 14. Oktober 2018, Aschersleben

Halle
- 5000-m-Bahngehen: 18:50,38 min, 27. Januar 2024, Vittel

## Sonstiges
Aurélien Quinion wird vom ehemaligen französischen Geher und Olympiateilnehmer, Denis Langlois, trainiert. Neben seinem Training arbeitet er in Teilzeit als Pfleger von Grünanlagen in mehreren Kommunen nördlich von Paris.